# Karl von Renard

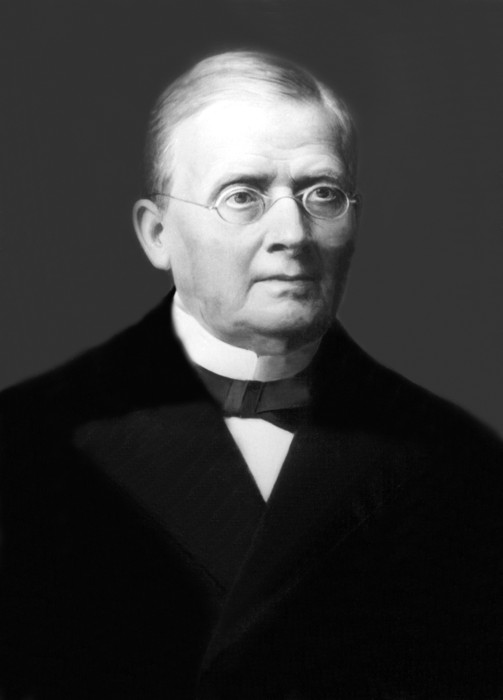
Karl von Renard (um 1870)

Karl Renard, später Karl von Renard, auch Carl Claudius von Renard, russisch Карл Иванович Ренар, Transkription Karl Iwanowitsch Renard (* 22. Apriljul. / 4. Mai 1809greg. in Mainz (Französisches Kaiserreich, Département Donnersberg); † 1. Septemberjul. / 13. September 1886greg. in Wiesbaden (Preußen, Provinz Hessen-Nassau)) war ein deutscher Mediziner, Naturwissenschaftler und Bibliothekar. Er lebte überwiegend in Russland und wirkte zuletzt als Präsident der Kaiserlichen Gesellschaft der Naturforscher in Moskau.

## Leben
Karl Renard wurde im zur Zeit seiner Geburt unter französischer Besatzung stehenden Mainz als Sohn des ebenfalls in Mainz gebürtigen Mediziners, Leibarztes des Großherzogs Ludewig I. von Hessen-Darmstadt und Hochschullehrers Johannes Claudius Renard (1778–1827) und dessen Ehefrau Maria, geborene Peetz, geboren. Der im Januar 1782 zum Generalrezeptor des Mainzer Universitätsfonds ernannte Jean Baptist Karl Fortunat Renard (1745–1818) und dessen Ehefrau Anna Sibille, geborene Wermelskirchen, waren seine Großeltern. Seine Tante Catharina (1783–1850) heiratete 1801 den Mediziner und Bibliothekar Gotthelf Fischer von Waldheim. Der Mediziner und Botaniker Alexander Grigorjewitsch Fischer von Waldheim war sein Cousin.
Karl Renard besuchte in Mainz die Schule, studierte ab 1828 an der Universität Gießen Medizin, promovierte am 14. Mai 1832 in Gießen zum Doktor der Medizin, Chirurgie und Geburtshilfe und wurde wenig später von seinem Onkel Gotthelf Fischer von Waldheim in das Russische Kaiserreich nach Moskau geholt, wo er anfangs zunächst noch als Arzt wirkte. Im Jahr 1837 erhielt er die Stelle eines Bibliothekars der Moskauer medizinischen Akademie, von der ihm 1843 ehrenhalber der Titel eines russischen Doktors der Medizin verliehen wurde.
Er war ab 1840 Ständiger Sekretär der Kaiserlichen Moskauer Gesellschaft der Naturforscher und ab 1841 auch Redakteur des „Bulletin de la Société Impériale des Naturalistes de Moscou“. Von 1872 bis 1884 war er Vizepräsident und von 1884 bis 1886 Präsident der Gesellschaft.
Er wirkte darüber hinaus als Kustos des Zoologischen Museums der Staatlichen Universität Moskau und war danach am Rumjanzew-Museum als Kustos für die ethnographische auswärtige Sammlung zuständig. 
Am 13. Dezember 1855 wurde er unter der Präsidentschaft von Christian Gottfried Daniel Nees von Esenbeck in der Sektion Medizin  unter der Matrikel-Nr. 1749 mit dem akademischen Beinamen Fischer v. Waldheim als Mitglied in die Kaiserliche Leopoldino-Carolinische Akademie der Naturforscher aufgenommen. Im Jahr 1859 wurde er korrespondierendes Mitglied der Bayerischen Akademie der Wissenschaften.
Er wurde 1865 im Jahr seines 25-jährigen Jubiläums als Sekretär der Kaiserlichen Moskauer Gesellschaft der Naturforscher zum Wirklichen Staatsrat ernannt, womit zu dieser Zeit gleichzeitig eine Nobilitierung in den erblichen Adelstand verbunden war. Im Jahr 1882 feierte die Gesellschaft sein 50-jähriges Doktorjubiläum, wobei er auch bei diesem Anlass mit zahlreichen Ehrungen und Auszeichnungen bedacht wurde. Er wurde unter anderem mit dem Orden des Heiligen Wladimir II. Klasse, dem Sankt-Stanislaus-Orden I. Klasse, dem Orden der Heiligen Anna I. Klasse, dem Kommenturkreuz 1. Klasse des Friedrichs-Ordens, dem Verdienstorden Philipps des Großmütigen (Großkreuz) und dem Kommandeurkreuz der französischen Ehrenlegion ausgezeichnet.
Hugo Theodor Christoph benannte ihm zu Ehren die Steppenotter Vipera renardi (Christoph, 1861).
Er war verheiratet mit Melania (1816–1884), geborene Askarchanova, und wurde auf dem Wwedenskoje-Friedhof in Moskau bestattet.